# Halowe Mistrzostwa Europy w Lekkoatletyce 1988 – bieg na 60 m kobiet
Bieg na 60 metrów kobiet – jedna z konkurencji biegowych rozgrywanych podczas halowych lekkoatletycznych mistrzostw Europy w  hali Sport Csárnok w Budapeszcie. Eliminacje, półfinały i bieg finałowy zostały rozegrane 6 marca 1988. Zwyciężyła reprezentantka Holandii Nelli Fiere-Cooman, która tym samym obroniła tytuł zdobyty na poprzednich mistrzostwach.

## Rezultaty

### Eliminacje
Rozegrano 5 biegów eliminacyjnych, do których przystąpiły 23 biegaczki. Awans do półfinałów dawało zajęcie jednego z pierwszych dwóch miejsc w swoim biegu (Q). Skład półfinałów uzupełniły dwie zawodniczki z najlepszym czasem wśród przegranych (q).
Opracowano na podstawie materiału źródłowego.
Bieg 1
| Miejsce | Zawodniczka    | Czas | Uwagi |
| ------- | -------------- | ---- | ----- |
| 1       | Marlies Göhr   | 7,19 | Q     |
| 2       | Ulrike Sarvari | 7,20 | Q     |
| 3       | Eva Murková    | 7,38 |       |
| 4       | Yolanda Díaz   | 7,49 |       |
| 5       | Irma Könye     | 7,46 |       |

Bieg 2
| Miejsce | Zawodniczka           | Czas | Uwagi |
| ------- | --------------------- | ---- | ----- |
| 1       | Nadieżda Raszczupkina | 7,19 | Q     |
| 2       | Laurence Bily         | 7,22 | Q     |
| 3       | Edine van Heezik      | 7,41 |       |
| 4       | Sisko Hanhijoki       | 7,44 |       |
| 5       | Andrea Thomas         | 7,45 |       |

Bieg 3
| Miejsce | Zawodniczka     | Czas | Uwagi |
| ------- | --------------- | ---- | ----- |
| 1       | Silke Möller    | 7,11 | Q     |
| 2       | Els Vader       | 7,29 | Q     |
| 3       | Muriel Leroy    | 7,38 | q     |
| 4       | Lucrécia Jardim | 7,50 |       |
| 5       | Marina Skordi   | 7,59 |       |

Bieg 4
| Miejsce | Zawodniczka       | Czas | Uwagi |
| ------- | ----------------- | ---- | ----- |
| 1       | Beverly Kinch     | 7,41 | Q     |
| 2       | Silke-Beate Knoll | 7,42 | Q     |
| 3       | Erzsébet Juhász   | 7,48 |       |
| 4       | Lene Demsitz      | 7,55 |       |

Bieg 5
| Miejsce | Zawodniczka        | Czas | Uwagi |
| ------- | ------------------ | ---- | ----- |
| 1       | Nelli Fiere-Cooman | 7,17 | Q     |
| 2       | Patricia Girard    | 7,28 | Q     |
| 3       | Sandra Myers       | 7,32 | q     |
| 4       | Virginia Gomes     | 7,47 |       |

### Półfinały
Rozegrano 2 biegi półfinałowe, w których wystartowało 12 biegaczek. Awans do finału dawało zajęcie jednego z trzech pierwszych miejsc w swoim biegu (Q).
Opracowano na podstawie materiału źródłowego.
Bieg 1
| Miejsce | Zawodniczka           | Czas | Uwagi |
| ------- | --------------------- | ---- | ----- |
| 1       | Silke Möller          | 7,04 | Q     |
| 2       | Ulrike Sarvari        | 7,16 | Q     |
| 3       | Nadieżda Raszczupkina | 7,18 | Q     |
| 4       | Els Vader             | 7,23 |       |
| 5       | Beverly Kinch         | 7,27 |       |
| 6       | Patricia Girard       | 7,33 |       |

Bieg 2
| Miejsce | Zawodniczka        | Czas | Uwagi |
| ------- | ------------------ | ---- | ----- |
| 1       | Nelli Fiere-Cooman | 7,10 | Q     |
| 2       | Marlies Göhr       | 7,12 | Q     |
| 3       | Laurence Bily      | 7,23 | Q     |
| 4       | Sandra Myers       | 7,32 |       |
| 5       | Muriel Leroy       | 7,41 |       |
| 6       | Silke-Beate Knoll  | 7,44 |       |

### Finał
Opracowano na podstawie materiału źródłowego.
| Miejsce | Zawodniczka           | Czas |
| ------- | --------------------- | ---- |
| 1       | Nelli Fiere-Cooman    | 7,04 |
| 2       | Silke Möller          | 7,05 |
| 3       | Marlies Göhr          | 7,07 |
| 4       | Ulrike Sarvari        | 7,18 |
| 5       | Nadieżda Raszczupkina | 7,21 |
| –       | Laurence Bily         | DNS  |